# Schmierstoff

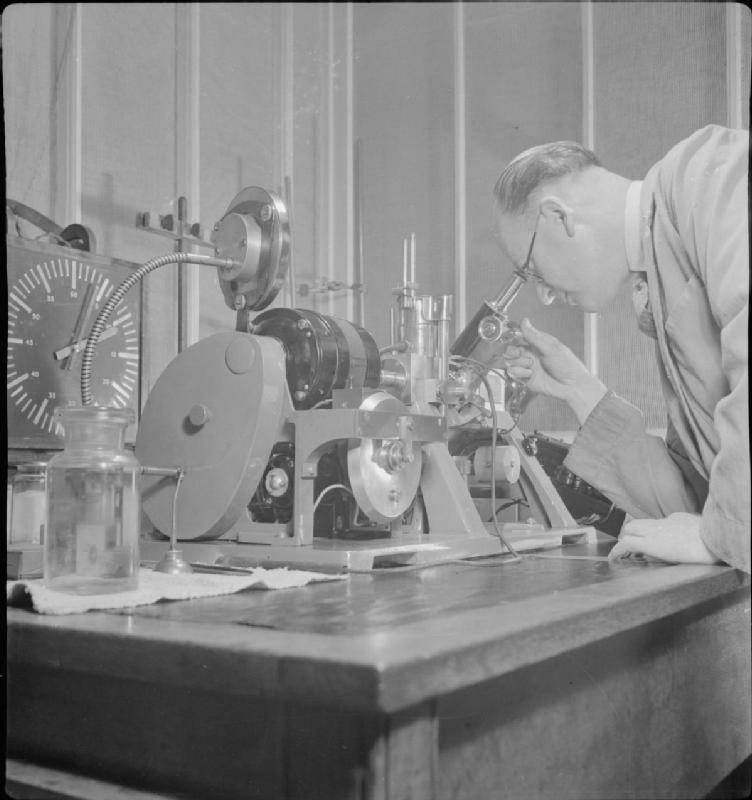
Verschleiß- und Schmierstoff-Prüfmaschine in einem Labor der Automobilindustrie (1945)

Schmierstoffe (auch: Schmiermittel) werden zur Schmierung eingesetzt und dienen zur Verringerung von Reibung und Verschleiß sowie zur Kühlung, Schwingungsdämpfung, Dichtwirkung und dem Korrosionsschutz.

## Allgemeines
Prinzipiell bestehen alle Schmierstoffe aus einer Basisflüssigkeit (meistens Grundöl) sowie aus weiteren Inhaltsstoffen, welche man Additive nennt.
Schmierstoffe unterliegen verschiedenen Einflüssen:
1. mechanische Einflüsse (Druck- und Scherspannungen an der Schmierstelle)
2. thermische Einflüsse (Wärmezu- bzw. -abfuhr)
3. chemische Wechselwirkungen mit anderen Stoffen (Blow-by-Gasen, Nitrierung durch Kraftstoffe, Reibpartnern, Dichtungen …) und der Umgebung (zum Beispiel Luft, Wasser, Luftfeuchtigkeit)
4. Schmierstoffalterung

## Einteilung
Die folgende Einteilung unterscheidet nach dem Aggregatzustand des Schmierstoffes:
- flüssige Schmierstoffe (Schmieröle und Kühlschmierstoffe)
- Schmierfette
- Festschmierstoffe (zum Beispiel Graphit, Keramikpulver, Weichmetalle)
- gasförmige Schmierstoffe (zum Beispiel Luft)

Festschmierstoffe werden meist mit Schmierfett zu einer Paste vermischt, um eine Anhaftung zu ermöglichen. 
Als Montagepaste und Heißschrauben-Compound werden sie häufig verwendet, um das Festsetzen von Befestigungsmitteln durch Kontaktkorrosion zu verhindern.

## Kennwerte
Wichtige physikalische Kennwerte von Schmierstoffen sind u. a.:
- Dichte
- Viskosität
- Anilinpunkt (AP)
- Tropfpunkt
- Stockpunkt, Pourpoint
- Flammpunkt, Brennpunkt, Entzündungspunkt
- Neutralisationsvermögen

## Anwendungsbeispiele
Sehr bekannt ist das Motoröl. Es verringert die Reibung in Hubkolbenmotoren, sorgt gleichzeitig für eine bessere Abdichtung zwischen Kolben und Zylinder und übernimmt oft umfangreiche Kühlaufgaben. Einige Fahrzeuge sind deshalb mit zusätzlichen Ölkühlern ausgerüstet.
Eine hygienisch einwandfreie industrielle Verarbeitung von Lebensmitteln bedingt für alle lebensmittelberührenden Teile von Maschinen eine Schmierung mit physiologisch verträglichen Schmierstoffen, z. B. natürlichen Fetten und Ölen mit einer Zulassung der US-amerikanischen Food and Drug Administration (FDA) bzw. des Department of Agriculture. Diese Forderung ist in den Regelwerken International Food Standard (IFS) und des British Retail Consortiums (BRC) enthalten.
In der Metallbearbeitung werden Schneidöle und Kühlschmierstoffe (in Form von Emulsionen) in zerspanenden Fertigungsprozessen eingesetzt. Kühlschmierstoffe werden oft als Schmierstoffkonzentrat in 3- bis 10%iger Emulsion mit Wasser verwendet, das über Umwälzpumpen dem Zerspanungsprozess immer wieder zugeführt wird.
In der Blechumformtechnik werden Umformschmierstoffe als mineralölbasierte Umformöle mit verschiedenen Additivierungen eingesetzt. Weiterhin kommen Esteröl-basierte Umformöle mit Hochleistungs oder EP-Additivierungen zum Einsatz, die bei anspruchsvolleren Umformaufgaben eingesetzt werden. Im Bereich der einfacheren Umformung großflächiger Teile werden auch gerne verflüchtigende lösemittelhaltige Schmierstoffe eingesetzt, die verdunsten, wenn Teile weiterverarbeitet werden. Als Alternative zu den lösemittelhaltigen Schmierstoffen gibt es Bio-Polymer-Schmierstoffe, die mineralölfreie Lösungen auf Basis von biogenen Polymeren sind. Diese werden mit einem Korrosionsschutz und einer wasserlöslichen Additivierung für die Anforderungen der Blechumformung ausgestattet. Bei diesen Schmierstoffen ist bei der Weiterverarbeitung, wie auch bei der verflüchtigenden Schmierstoffen auch kein Waschen der Teile mehr erforderlich, da nach der Umformung nahezu nur noch der Korrosionsschutz auf dem Bauteil verbleibt.
Besonders temperaturbeständige Schmierstoffe sind Armaturenfett und Montagepaste (Heißschrauben-Compound).
Kriechöle besitzen durch ihre geringe Viskosität und Oberflächenspannung eine große Spreitung und starke Benetzung, aber nur eine geringe Schmierwirkung. Außerdem verdrängen sie Feuchtigkeit. Kriechöle werden hauptsächlich zum Lösen von korrodierten und festsitzenden Verbindungen und zum temporären Korrosionsschutz verwendet.

### Fettfreie Schmiermittel
Aufgrund der Unverträglichkeit von Kautschuk-Arten und Fetten und Ölen sowie von vielen Farben und Beschichtungen mit Silikon bzw. Silikonöl und ähnlichem werden in manchen Gebieten fettfreie Schmiermittel verwendet. Vielfach sind Fette und Öle auch unerwünscht, weil sie allgemein die Haftung und Reibung reduzieren und nach der Anwendung schwieriger zu entfernen sind, als fettfreie Alternativen.
Zum Einstecken von Muffen mit Gummidichtung in Wasser- und Abwasserinstallationen werden Schmierseife, Spülmittel oder spezielle Gleitmittel mit ähnlichen Eigenschaften verwendet. Ebenso beim Montieren von Fahrrad-, Motorrad- und Autoreifen. Um das Verkleben von Gummischlauch und Mantel zu vermeiden, wird Talkum eingesetzt.
In feinmechanischen Mechanismen wie Uhrwerken und Zylinderschlössern wird bzw. wurde auf Schmiermittel verzichtet, um zu vermeiden, dass durch verharzende Öle und Fette der Mechanismus gestört würde. In Uhrwerken wurden Materialkombinationen bevorzugt, die keiner Schmierung bedürfen (Rubinlager). Schlösser wurden früher häufig mit Graphitpulver geschmiert. Heute sind auch (dünnflüssige) Schmiermittel erhältlich, die nicht verharzen.
Die fettfreie Kapsenberg-Schmiere zum Zusammenfügen und Abdichten von Normschliff-Verbindungen von Glasgeräten im Labor basiert auf Glycerin.